# Yasin Said Numan
Yasin Said Numan (em árabe: ياسين سعيد نعمان; nascido em 1948) é secretário-geral do Partido Socialista Iemenita. Numan foi o primeiro-ministro da República Democrática do Iêmen de fevereiro de 1986 até a unificação do Iêmen em 1990, sob o presidente Haidar Abu Bakr al-Attas, que precedeu Numan como primeiro-ministro. Numan já tinha sido Ministro das Pescas e vice-primeiro-ministro.